# Exogone fauveli
Exogone fauveli är en ringmaskart som beskrevs av Cognetti 1961. Exogone fauveli ingår i släktet Exogone och familjen Syllidae. Arten har ej påträffats i Sverige. Inga underarter finns listade i Catalogue of Life.